# 판결경정
판결경정이란 판결의 위산, 오기 기타 이에 유사한 오류가 있는 것이 명백한 때 행하는 것으로 일단 선고된 판결에 대하여 그 내용을 실질적으로 변경하지 않는 범위 내에서 그 표현상의 기재 잘못이나 계산의 착오 또는 이와 유사한 오류를 법원 스스로가 결정으로써 정정 또는 보충하여 강제집행이나 호적의 정정 또는 등기의 기재 등 이른바 광의의 집행에 지장이 없도록 하자는 데 그 취지가 있다 판결경정이 가능한 오류에는 그것이 법원의 과실로 인하여 생긴 경우뿐만 아니라 당사자의 청구에 잘못이 있어 생긴 경우도 포함된다고 할 것이며, 경정결정을 함에 있어서는 그 소송 전 과정에 나타난 자료는 물론 경정대상인 판결 선고 후에 제출된 자료도 다른 당사자에게 아무런 불이익이 없는 경우나 이를 다툴 수 있는 기회가 있었던 경우에는 소송경제상 이를 참작하여 그 오류가 명백한지 여부를 판단할 수 있다 .

## 판례
- 근저당권설정등기의 말소를 명하는 판결을 함에 있어 그 의무자인 당사자의 주소를 표시하면서 이와 다른 등기부상의 주소를 명시하지 아니하였다 하여 그 판결에 명백한 오류가 있다고 할 수 없으므로 판결정경정사유에 해당하지 않는다.[3]
- 승계인이 소송에 인수참가하고 그 전 당사자가 소송에서 탈퇴한 경우, 전 당사자와 상대방 사이의 소송은 인수참가인과 상대방 사이의 소송이 되는 것이므로, 원고청구 인용의 제1심판결에 대하여 피고가 불복 항소한 후 피고인수참가인이 인수참가하고 피고가 소송에서 탈퇴하였다면 항소심으로서는 원고의 피고인수참가인에 대한 청구에 관하여 재판하여야 할 것인데, 항소심이 그 판결이유에서 원고의 피고인수참가인에 대한 청구에 관하여 판단을 하여 이를 인용하면서도 그 주문에서는 피고의 항소를 기각한다는 표시만을 하였다면, 이는 원고의 피고인수참가인에 대한 청구를 인용할 것을 잘못 표현한 것이 명백한 경우에 해당하므로 그 판결의 주문을 바로 잡는 판결경정을 하면 된다[4].
- 판결의 경정이란 일단 선고된 판결에 대하여 그 내용을 실질적으로 변경하지 않는 범위 내에서 판결의 표현상의 기재 잘못이나 계산의 착오 또는 이와 유사한 잘못을 법원 스스로가 결정으로써 정정 또는 보충하여 강제집행이나 호적의 정정 또는 등기의 기재 등 넓은 의미의 집행에 지장이 없도록 하자는 데 그 취지가 있다[5].
- 판결경정사유가 있는데도 경정신청을 배척하였다면 특별항고의 사유가 된다[6]..
- 민사소송법상 판결서에는 당사자를 기재하도록 되어 있고, 일반적으로 당사자의 표시에 관하여는 당사자의 특정 및 송달의 편의를 위하여 당사자의 주소를 병기하고 있으며, 만일 당사자의 표시에 있어서 주소를 누락한 것은 판결경정의 대상이 된다[7]..
- 채권자대위소송에 있어서 채무자가 어떤 경위로든지 간에 소송이 제기된 사실을 알았을 경우에는 그 판결의 효력이 채무자에게도 미치므로, 채권자대위소송에 있어서는 판결의 효력이 미치는 주관적 범위를 확정하기 위하여도 판결주문에 기재된 채무자는 당사자에 준하여 특정되어야 할 필요성이 있고, 이를 위하여 판결주문상 채무자의 주소나 주민등록번호를 보충하여 달라는 판결경정신청은 허용되어야 한다[8].
- 피고의 토지 점유 부위와 면적이 측량감정인의 잘못으로 실제와 다르게 감정되었으나 그 감정 결과에 따른 청구취지대로 판결이 선고된 경우, 피고의 점유 면적을 실제에 맞게 증가시키는 내용으로 그 점유 부위와 면적의 표시를 고치는 판결경정이 허용되지 않는다[9]
- 소유권이전등기를 명하는 건물에 관한 주문 기재 면적이 건축물대장의 면적과 서로 다른 경우, 판결경정을 허용한다[10]